# 국민대학교 용두리

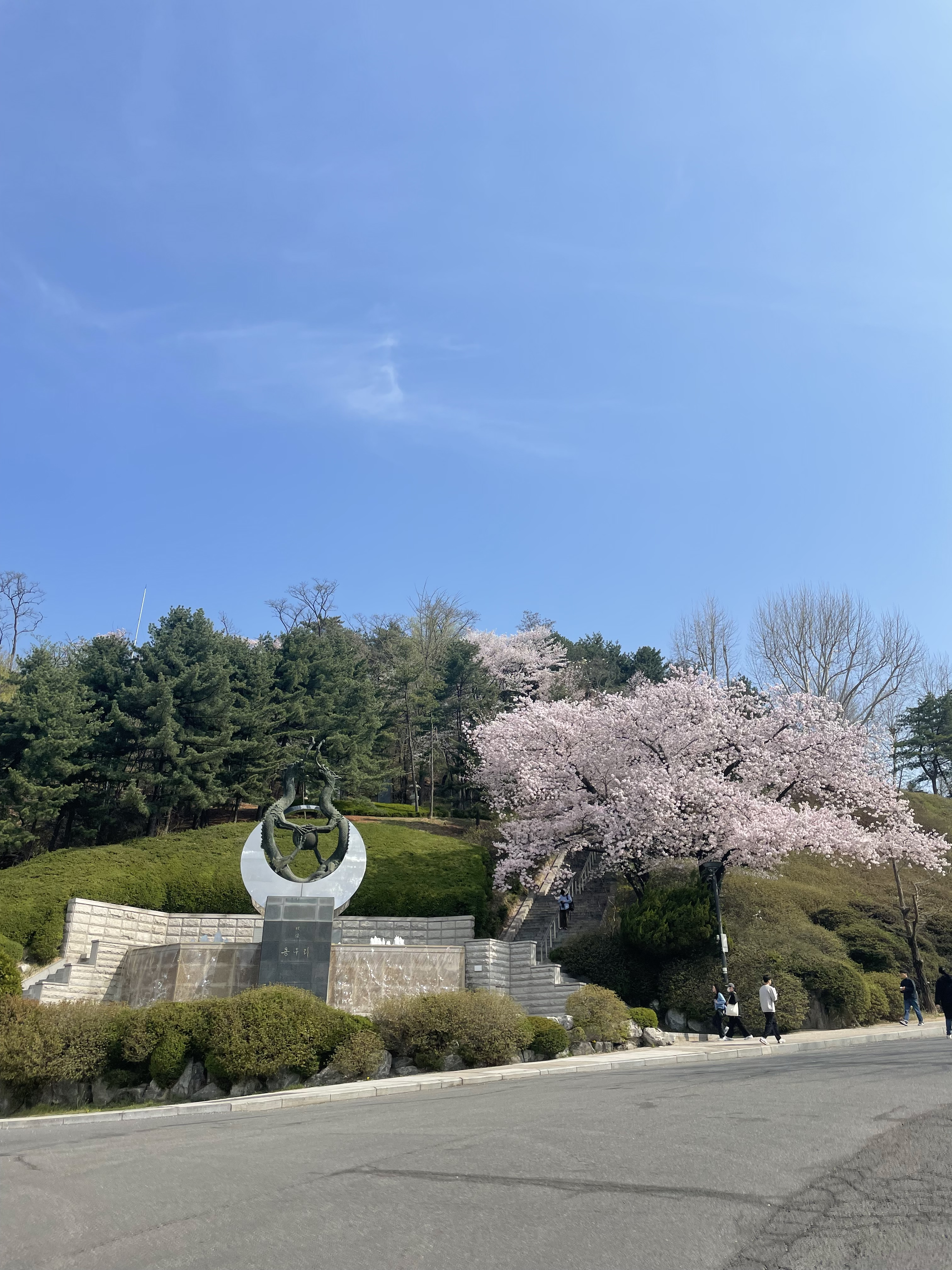
용두리

용두리는 국민대의 상징이다. 두 마리의 용이 여의주를 감싸고 승천하고 있는 형상이다. 용은 비와 구름을 불러온다는 전설이 있다. 이때문인지, 국민대는 비와 구름이 많다. 주변은 분수로 되어있는데, 드물게 이곳에 들어가는 사람들이 있다. 용두리에 빠진 다음날에 중간고사나 기말고사를 보면 성적이 잘 나온다는 이야기도 있다. 이름이 용두리인 이유는 '용'이 '두 마리'여서 그렇다. 용이 두 마리인 이유는 국민대를 지었던 기업의 이름이 쌍용이라는 점에서 답을 찾을 수 있다.
원래 처음부터 교상을 쌍용으로 만들 계획은 아니었다. 교상에 대한 첫 논의는 개교 20주년이 되는 1966년, 신문사 추진 사업의 일환으로 제기되었다. 당시 여론 조사를 통해 '흑마'가 교상으로 결정되었지만 실패, 그리고 1974년도에는 백호, 1977년도에는 거북이, 1981년도에는 학으로 만들자는 의견이 제시되었으나 모두 실패, 1981년 총학생회에서 교상설립추진위원회를 구성하여 동물이 아닌 ‘풍차’로 의견을 모았으나 북악의 이미지를 담고 있지 못하다며 실패. 1983년 대학 구성원 모두가 참여한 가운데 교상 위원회가 발족하여 쌍용과 반달곰으로 의견을 수렴하였으나, 그 이상의 진전을 보지 못하고 실패. 이에 1986년 총학생회가 ‘교상건립준비위원회’를 발족하고 개교 40주년에 맞춰 국민인의 정신적인 구심점이 될 교상을 확정시킨다는 목표아래 사업을 추진하여 백호를 교상으로 결정하였다. 그러나 10월 축제기간 동안에 북악관에 대형 백호그림이 걸렸을 뿐 별다른 진척을 보지 못하고 또 다시 실패. 결국 1992년이 돼서야 다시 쌍용으로 결정되고 이어 교상건립추진위원회가 최종적으로 이를 확정하였다. 그 결과 개교이래 47년만인 1993년 6월 교상 용두리가 세워지게 되었다. 참고로 건축법상 일정 규모 이상의 건물은 반드시 예술 작품을 설치해야 하는데 성곡도서관을 지을때 학교측에서 이 용두리가 그 예술 작품이라고 둘러댔다는 설이 있고, 원래 설계도는 용이 지금보다 통통했지만 예산문제로 지금과 같은 모습으로 완성됐다고 한다.

### <눈물의 여왕> 용두리
드라마 <눈물의 여왕>에 등장하는 용두리는 국민대학교 용두리 교상과는 관련이 없다. 해당 드라마에 나오는 용두리는 충북 괴산 연풍면에 위치한 한국의 지역이다. 